# Dephomys defua
Dephomys defua és una espècie de mamífer rosegador de la família dels múrids. Viu a Costa d'Ivori, Ghana, Guinea, Libèria i Sierra Leone. Els seus hàbitats naturals són les selves de plana i montanes, així com els boscos secundaris de sòl pantanós. Es desconeix si hi ha cap amenaça significativa per a la supervivència d'aquesta espècie. A principis del segle xxi, l'antiga espècie D. eburneae fou reclassificada com a sinònim de D. defuae, fet que convertí el gènere Dephomys en monotípic.